# Paul Feine

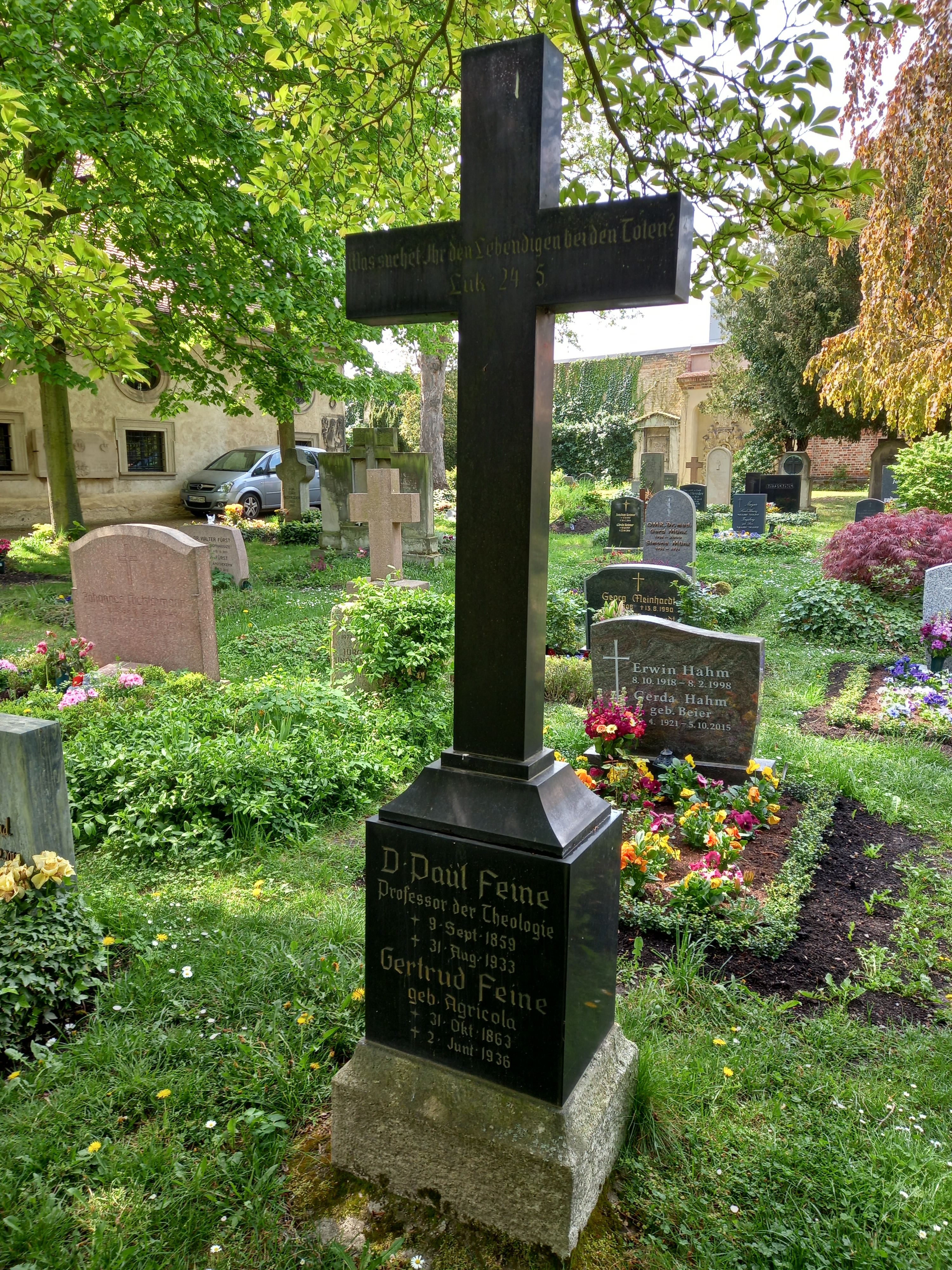
Das Grab von Paul Feine und seiner Ehefrau Gertrud geborene Agricola auf dem Laurentiusfriedhof in Halle

Carl Eduard Paul Feine (* 9. September 1859 in Golmsdorf; † 31. August 1933 in Halle (Saale)) war ein deutscher evangelischer Theologe.
Paul Feine war Sohn eines Schuldirektors. Nach Besuch des Gymnasiums in Eisenach studierte er seit 1879 in Jena und Berlin hauptsächlich klassische Philologie und Evangelische Theologie. Er wurde in Jena promoviert mit der Arbeit De Aristarcho Pindari interprete. Nach der Lehramtsprüfung war er für kurze Zeit als Lehrer an einem Gymnasium tätig. Anschließend war er einige Jahre Erzieher beim Fürsten Wied. Danach wirkte er als Gymnasiallehrer in Göttingen. Im Jahr 1893 erfolgte in Göttingen die Habilitation für Neues Testament. 1894 wurde er Professor für Evangelische Theologie des Neuen Testamentes in Wien, 1907 wurde er Nachfolger als Professor von William Wrede in Breslau und 1910 trat er die Nachfolge von Erich Haupt als Professor in Halle an. 1921 wurde er Ehrenmitglied des Hallenser Wingolf.
Große Verbreitung fand sowohl seine gut zweihundert Seiten umfassende Einleitung in das Neue Testament, die seit 1936 von Johannes Behm überarbeitet wurde, als auch seine Theologie des Neuen Testaments, die den Offenbarungsanspruch der biblischen Schriften betonte und nach seinem Tod von Ethelbert Stauffer und Kurt Aland herausgegeben wurde. Ein Forschungsschwerpunkt war der Apostel Paulus. Diese Forschungen mündeten 1927 in die Darstellung Der Apostel Paulus. Das Ringen um das geschichtliche Verständnis des Paulus. Er hatte zwei Söhne, den Rechts- und Kirchenhistoriker Hans Erich Feine und den deutschen Botschafter Gerhart Feine.

## Schriften (Auswahl)
- Der Jakobusbrief nach Lehranschauungen und Entstehungsverhältnissen. Wilckens, Eisenach 1893.
- Das Wunder im Neuen Testament. Wilckens, Eisenach 1894.
- Das gesetzesfreie Evangelium des Paulus, nach seinem Werdegang dargestellt. J. C. Hinrich, Leipzig 1899.
- Jesus Christus und Paulus. J. C. Hinrich, Leipzig 1902.
- Der Römerbrief. Eine exegetische Studie. Vandenhoeck & Ruprecht, Göttingen 1903.
- Paulus als Theologe. Edwin Runge, Berlin 1906.
- Bekehrung im Neuen Testament und in der Gegenwart. J. C. Hinrich, Leipzig 1908.
- Theologie des Neuen Testaments. J. C. Hinrich, Leipzig 1910.
- Einleitung in das Neue Testament. Quelle & Meyer, Leipzig 1913.
- Die Abfassung des Philipperbriefes in Ephesus mit einer Anlage über Röm. 16,3-20 als Epheserbrief. Bertelsmann, Gütersloh 1916.
- Das Leben nach dem Tode. Deichert, Leipzig 1918.
- Die Religion des Neuen Testaments. Quelle & Meyer, Leipzig 1921.
- Die Gestalt des apostolischen Glaubensbekenntnisses in der Zeit des Neuen Testaments. Dörffling & Franke, Leipzig 1925.
- Der Apostel Paulus. Das Ringen um das geschichtliche Verständnis des Paulus (= Beiträge zur Förderung christlicher Theologie. Reihe 2, Sammlung wissenschaftlicher Monographien. Bd. 12). Bertelsmann, Gütersloh 1927.
- Jesus. Bertelsmann, Gütersloh 1930.